# گنادوتروپین
گنادوتروپین‌ها هورمون‌های گلیکوپروتئینی هستند که اغلب از سلول‌های گنادوتروپ هیپوفیز ترشح می‌شوند. این هورمون‌ها در رشد، تولید مثل و عملکرد جنسی نقش اساسی دارند.

## انواع
معروف‌ترین گنادوتروپین‌ها در پستانداران هورمون محرکه فولیکولی (FSH)، هورمون لوتئینه کننده (LH)، هورمون گنادوتروپین انسانی جفت hCG و HMG هستند. در آزاد شدن گنادوتروپین‌های هیپوفیز، هورمون آزادکنندهٔ گنادوتروپین‌ها که از هیپوتالاموس ترشح می‌شود نقش مهمی دارد.